# Bunites
Bunites es un género de coleópteros adéfagos de la familia Dytiscidae. 

## Especies
- Bunites distigma	(Brulle 1837)
- Bunites phyllisae	Spangler 1972